# Nekla (gmina)
Nekla – gmina miejsko-wiejska w województwie wielkopolskim, w powiecie wrzesińskim. W latach 1975–1998 gmina położona była w województwie poznańskim.
Siedziba gminy to Nekla.
Według danych z 30 czerwca 2004 gminę zamieszkiwało 6598 osób. Natomiast według danych z 31 grudnia 2017 roku gminę zamieszkiwało 7461 osób. Było to wówczas 9,7% ludności powiatu.

## Miejscowości
Gmina składa się z 17 miejscowości, w tym jednego miasta:
- Nekla (miasto),
- Nekielka,
- Barczyzna,
- Opatówko,
- Chwałszyce,
- Podstolice,
- Gąsiorowo,
- Racławki,
- Gierłatowo,
- Starczanowo,
- Kokoszki,
- Stępocin,
- Mała Górka,
- Stroszki,
- Mystki,
- Targowa Górka,
- Zasutowo.

## Struktura powierzchni
Według danych z roku 2002 gmina Nekla ma obszar 96,24 km², w tym:
- użytki rolne: 64%
- użytki leśne: 31%

Gmina stanowi 13,67% powierzchni powiatu.

## Demografia

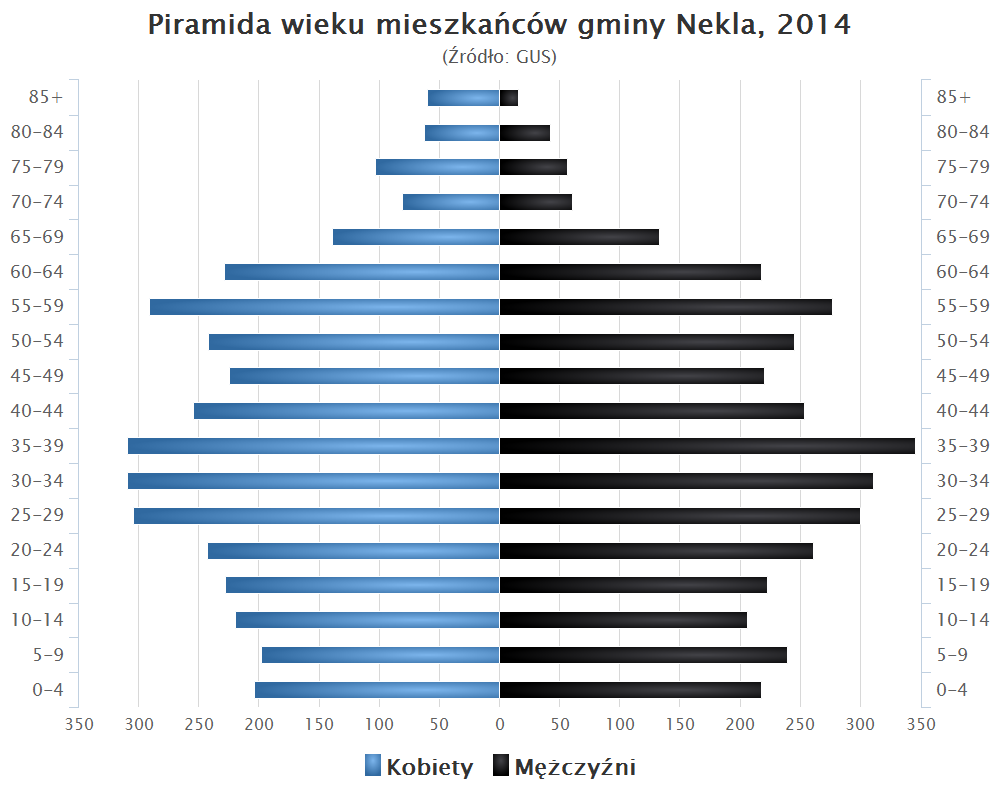
Piramida wieku mieszkańców gminy Nekla w 2014 roku

Dane z 31 grudnia 2017 roku:
| Opis                              | Ogółem | Ogółem | Kobiety | Kobiety | Mężczyźni | Mężczyźni |
| --------------------------------- | ------ | ------ | ------- | ------- | --------- | --------- |
| jednostka                         | osób   | %      | osób    | %       | osób      | %         |
| populacja                         | 7461   | 100    | 3747    | 50,2    | 3714      | 49,8      |
| gęstość zaludnienia (mieszk./km²) | 78     | 78     | 40      | 40      | 38        | 38        |

## Sąsiednie gminy
Czerniejewo, Dominowo, Kostrzyn, Pobiedziska, Września

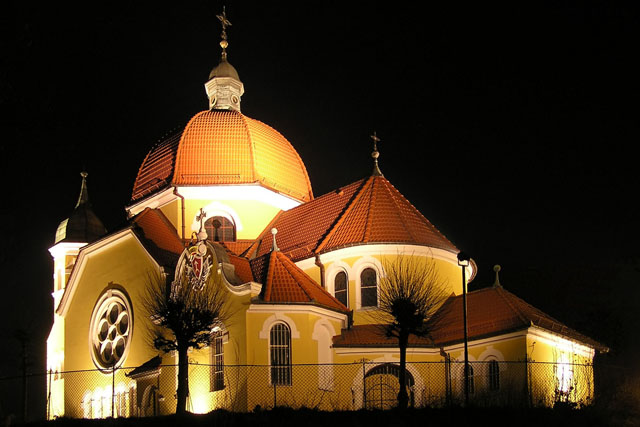
Kościół św. Andrzeja Apostoła w Nekli

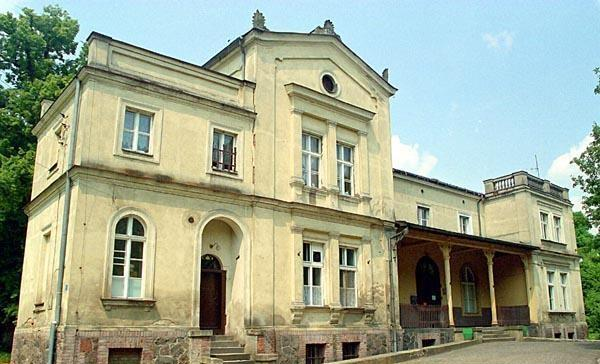
Dwór w Nekli

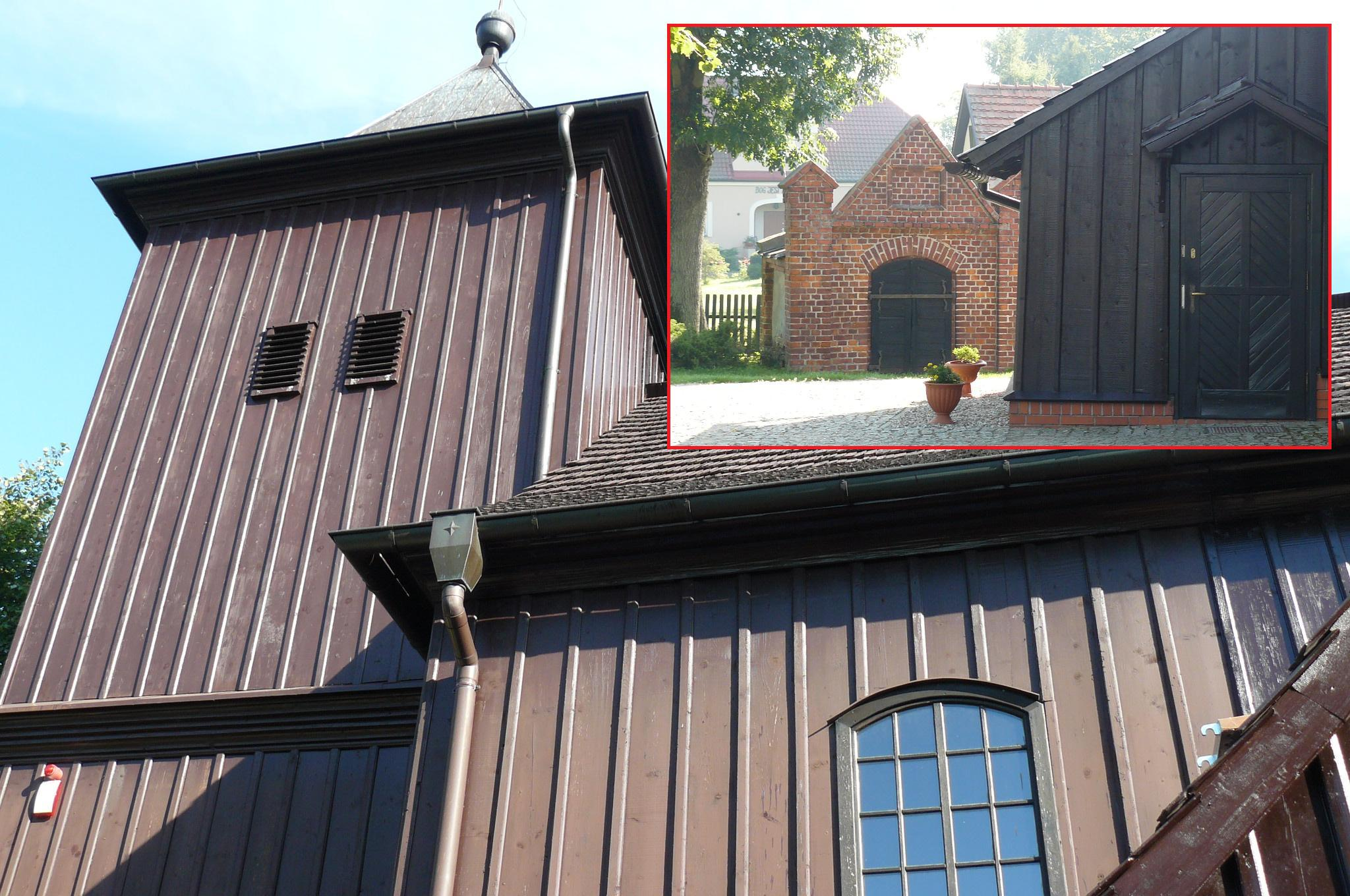
Kościół św. Katarzyny Aleksandryjskiej w Opatówku

## Zabytki
Na terenie gminy znajduje się 10 obiektów zabytkowych:
- 2 obiekty zabytkowe w Nekli
- Kokoszki - wiatrak koźlak z 1751 (nr rej.: 953/A z 5.03.1970) (wg rejestru już nie istnieje)
- Mystki - zespół pałacowy z II połowy XIX w. (nr rej.: 1453/A z 8.06.1973):
  - pałac z 1870-1880
  - park z połowy XIX–XX w.
- Nekielka - dawny kościół ewangelicki z IV ćwierci XIX w. (nr rej.: 2256/A z 24.11.1992)
- Opatówko - kościół św. Katarzyny Aleksandryjskiej, drewniany z 1752-54 (nr rej.: 2440/A z 22.12.1932)
- Podstolice - zespół dworski z połowy XIX w.:
  - dwór (nr rej.: 2154/A z 22.04.1988)
  - park (nr rej.: 1987/A z 16.01.1985)
- Targowa Górka - dzwonnica drewniana z XVIII w., przy kościele św. Michała Archanioła (nr rej.: 968/A z 6.03.1970)
- Targowa Górka - poczta (obecnie dom mieszkalny) z XVIII/XIX w. (nr rej.: 969/A z 6.03.1970)
- Targowa Górka - park dworski z XVIII w. (nr rej.: 2367/A z 14.11.1958)